# Pontesesto
Pontesesto (Pont Sest in dialetto milanese, AFI: [ˈpũːt ˈsɛst]) è una frazione del comune di Rozzano in città metropolitana di Milano, posta ad est del centro abitato, verso Opera. I suoi abitanti sono chiamati pontesestini. Il centro del quartiere è Piazza Berlinguer.

## Storia
In epoca romana Pontesesto era attraversato dalla strada romana che congiungeva Mediolanum (Milano) con Ticinum (Pavia). In epoca moderna fu un antico comune del Milanese confinante coi Corpi Santi a nord, con Opera ad est, con Fizzonasco, Tolcinasco e Torriggio a sud, e con Rozzano e Quinto de' Stampi ad ovest. Nel 1751 la comunità si componeva di 209 persone.
Secondo il censimento voluto dall'imperatrice Maria Teresa nel 1771, Pontesesto contava 340 abitanti, mentre alla proclamazione del Regno d'Italia nel 1805 risultava averne 290. Nel 1809 annesse mediante regio decreto di Napoleone l'ex comune di Quinto de' Stampi, ma nel 1811 fu a sua volta soppresso ed annesso a Rozzano. Il Comune di Pontesesto fu ripristinato nella sua forma originale con il ritorno degli austriaci, i quali ripristinarono la prima decisione napoleonica su Quinto nel 1841. Nel 1859 il Comune di Pontesesto aveva 519 abitanti, ma nel 1870 un regio decreto di Vittorio Emanuele II ne rese definitiva l'incorporazione a Rozzano.

## Monumenti e luoghi d’interesse

### Architetture religiose
La Chiesa dei Santi Chiara e Francesco è sede di una parrocchia pluri-centenaria.